# Kotojedka
Kotojedka je vodní tok pramenící ve Chřibech a vlévající se jako pravostranný přítok do řeky Moravy. Název je odvozen od obce Kotojedy, kterou protéká.

## Průběh toku a povodí
Kotojedka pramení v chřibských lesích jižně od Cetechovic na západním svahu Gavendovy skály severně od samoty Vlčák ve výšce 460 m n. m. a následně vtéká do Zdounecké brázdy, jejímž údolím protéká severovýchodním směrem ke Kroměříži, kde ústí do řeky Moravy ve výšce 185 m n. m. asi 2 km jihovýchodně od centra Kroměříže mezi kroměřížským letištěm a lokalitou Trávnické zahrádky. Katastrálním územím města Kroměříž protéká v délce cca 3 km. Z důvodů téměř každoročního vybřežení byla zde Kotojedka regulována. Regulace byla dokončena v roce 1972. Celková délka tohoto vodního toku je 23,4 km, plocha povodí činí 131,9 km² a průměrný průtok vodního toku u ústí je 0,5 m3·s−1.

## Povodňový plán
Podle povodňového plánu města Kroměříž se na Kotojedce předpokládá ohrožení zejména povodní z přívalových srážek, nejvíce náchylné jsou místní části Kotojedy a Kroměříž. Kotojedka má i oficiálně stanovené záplavové území. Při rozlivu Q100 je ohrožena Kroměříž a její místní části Drahlov, Kotojedy a Vážany. Na neupraveném toku jsou rozlivy ohrožena i rozsáhlá území obce Zdounky.

## Přítoky

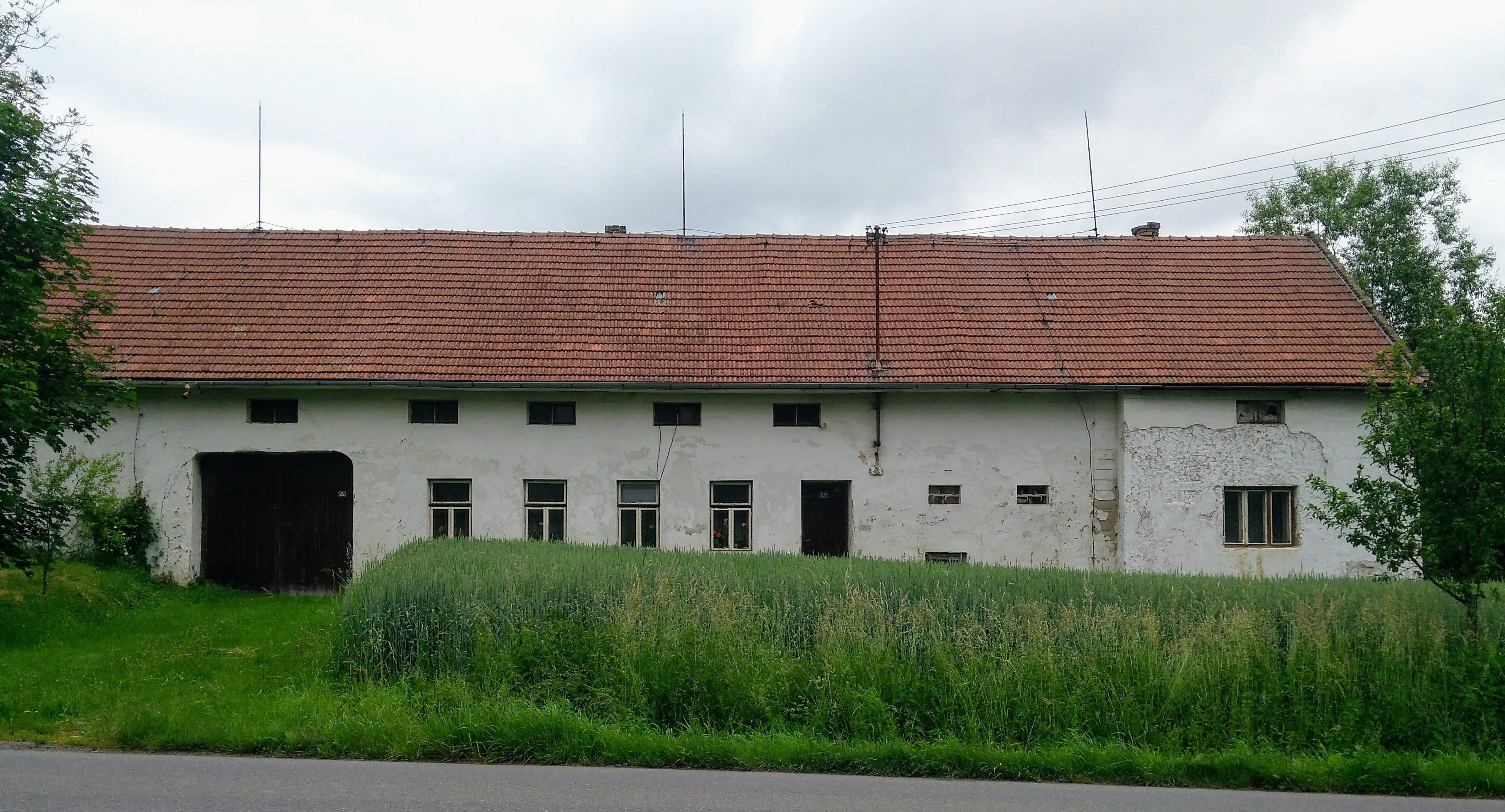
Trněný mlýn ve Zlámance (Trňák - pravostranný přítok Kotojedky)

- levostranné – Olšinka ve Zdounkách, Nětčický potok za Zdounkami a Ratajský potok u Jarohněvic
- pravostranné – Cetechovický potok, Roštínský potok, Divocký potok, Cvrčovický potok, Skržický potok a Trňák tekoucí od Lubné přes Zlámanku ústící u Šelešovic

## Křížení s železniční tratí
Na svém toku Kotojedka kříži Železniční trať 305 Kroměříž – Zborovice nejprve mezi zastávkami Zdounky a Zborovice a podruhé asi 600 metrů před železniční zastávkou Kotojedy.

## Dolní Kotojedka

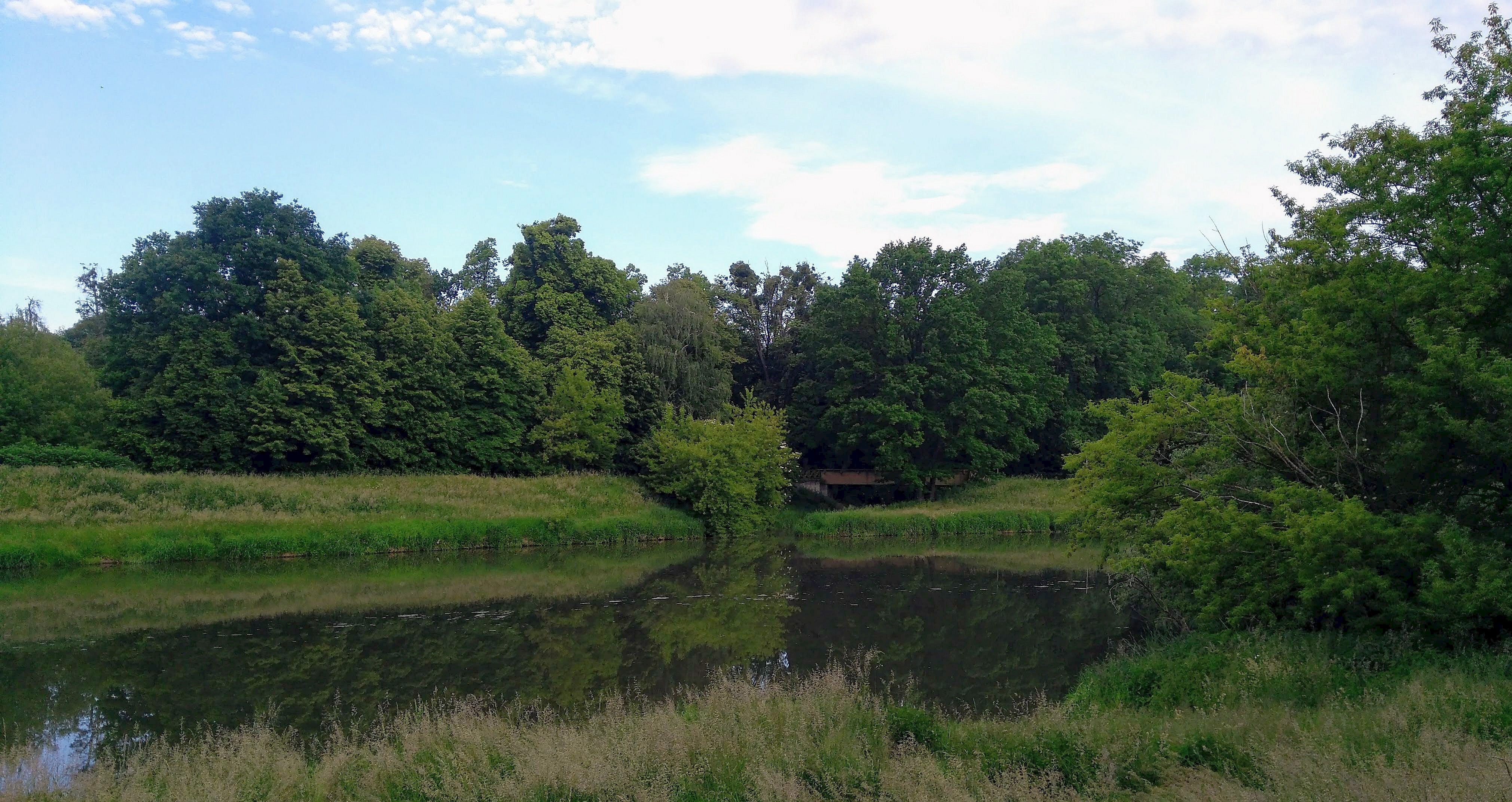
Ústí Dolní Kotojedky do Moravy

Před kroměřížskou místní části Kotojedy byl z hlavního vodního toku odveden umělý náhon zvaný Dolní Kotojedka. V minulém století byl ale v této části přehrazen. Ačkoli většina koryta zůstala zachována, zůstává až po napojení Těšnovického potoka bez vody. Dolní Kotojedka dále pokračuje přes místní část Trávník a nedaleko obce Střížovice ji zprava posiluje Bařický potok a do řeky Moravy se vlévá u Kvasic.

## Mlýny
Na Kotojedce stávala celá řada vodních mlýnů. V Cetechovicí Krbcův a Malý mlýn, u Lebedova mlýn Prachař a mlýn Koláček (pojmenovaný podle rybníka ve tvaru koláčku),  mlýn v Těšánkách, mlýn a pila v Olšině (Skržice), mlýn a pila v Šelešovicích, válcový mlýn v Drahlově a mlýn v Jarohněvicích. Na Dolní Kotojedce  mlýn v Kotojedech. Žádný z těchto mlýnů již neslouží svému původnímu účelu.

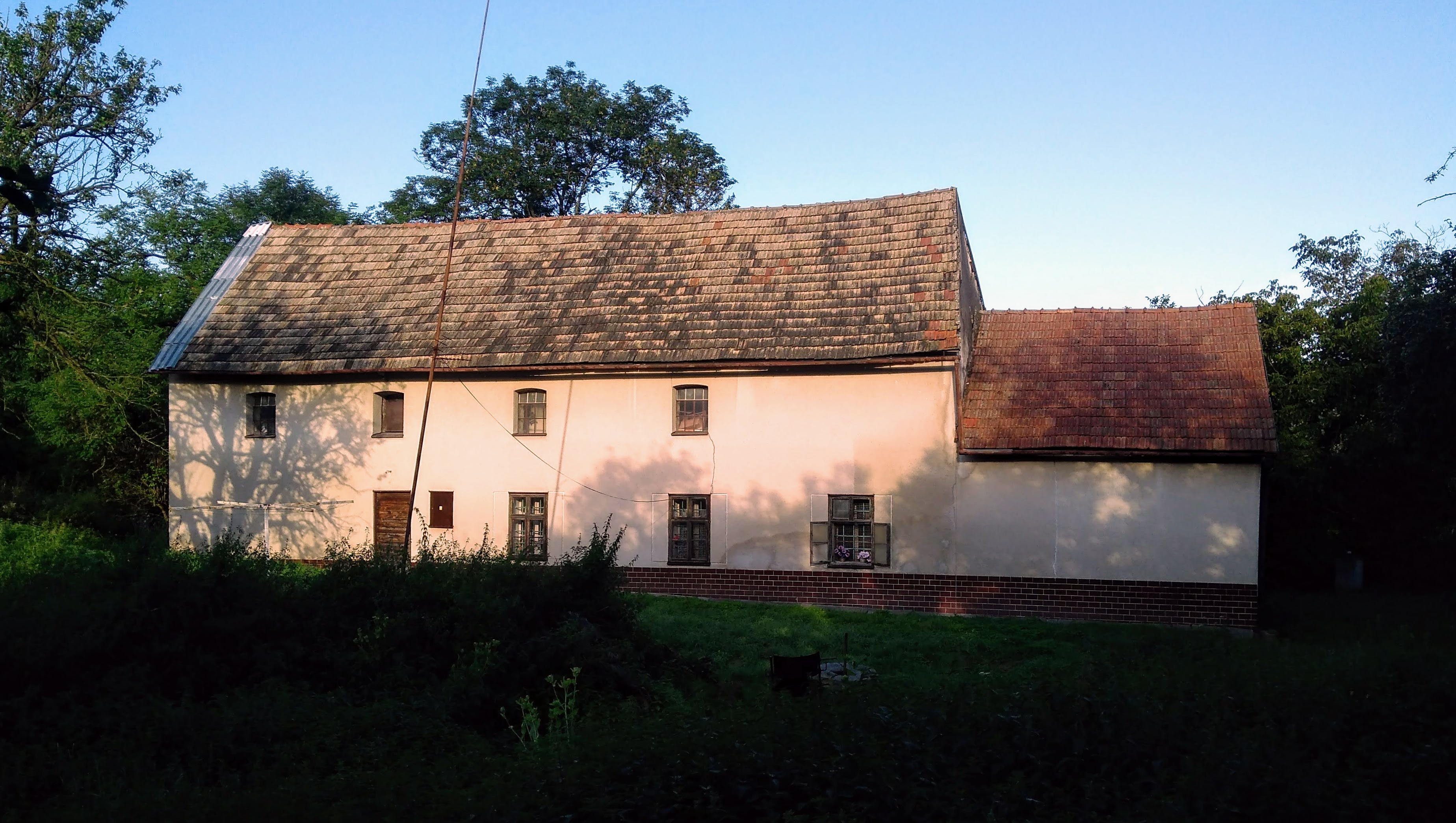
Bývalý Krbcův mlýn v Cetechovicích
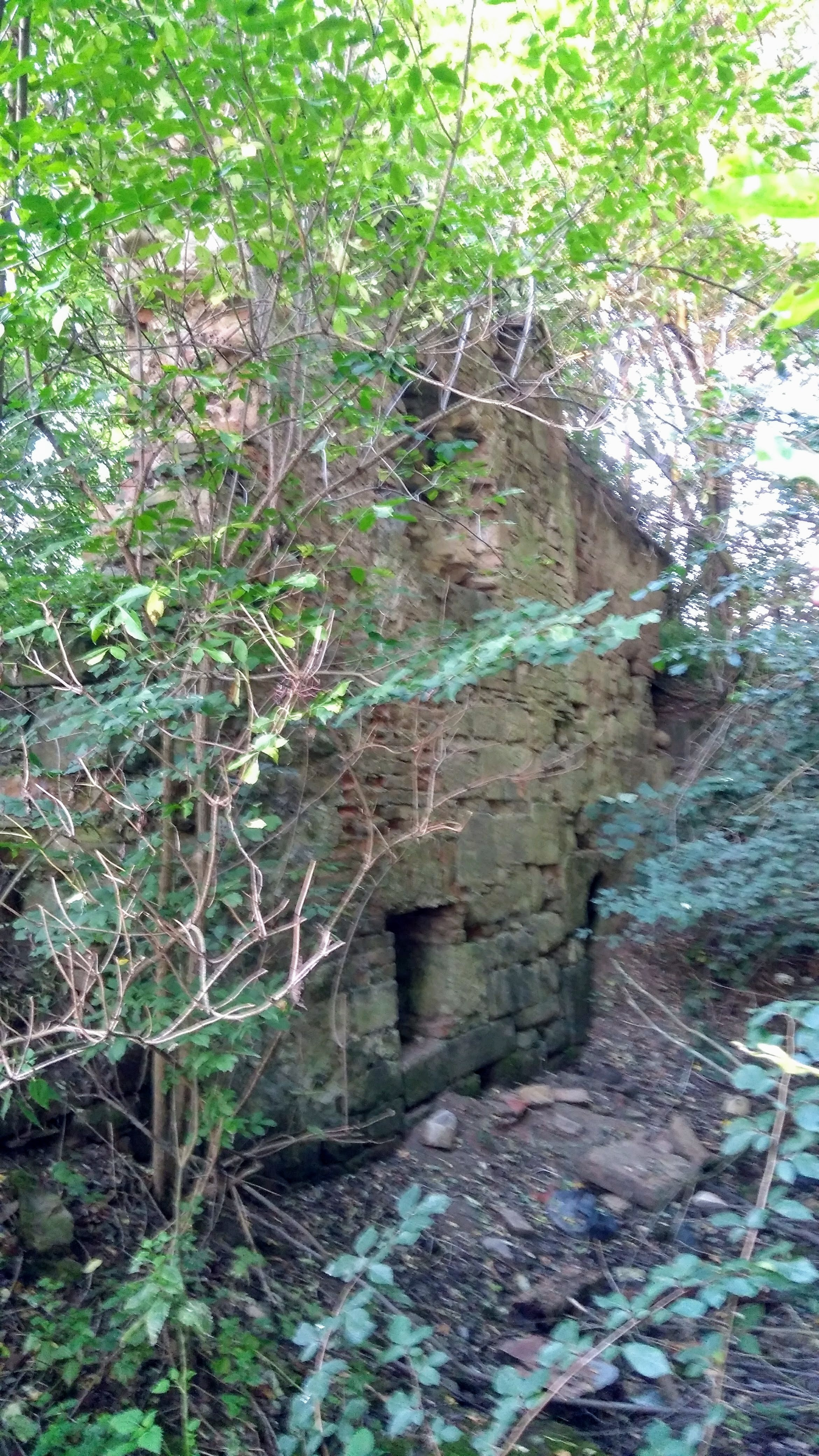
Pozůstatky mlýna Prachař u Lebedova
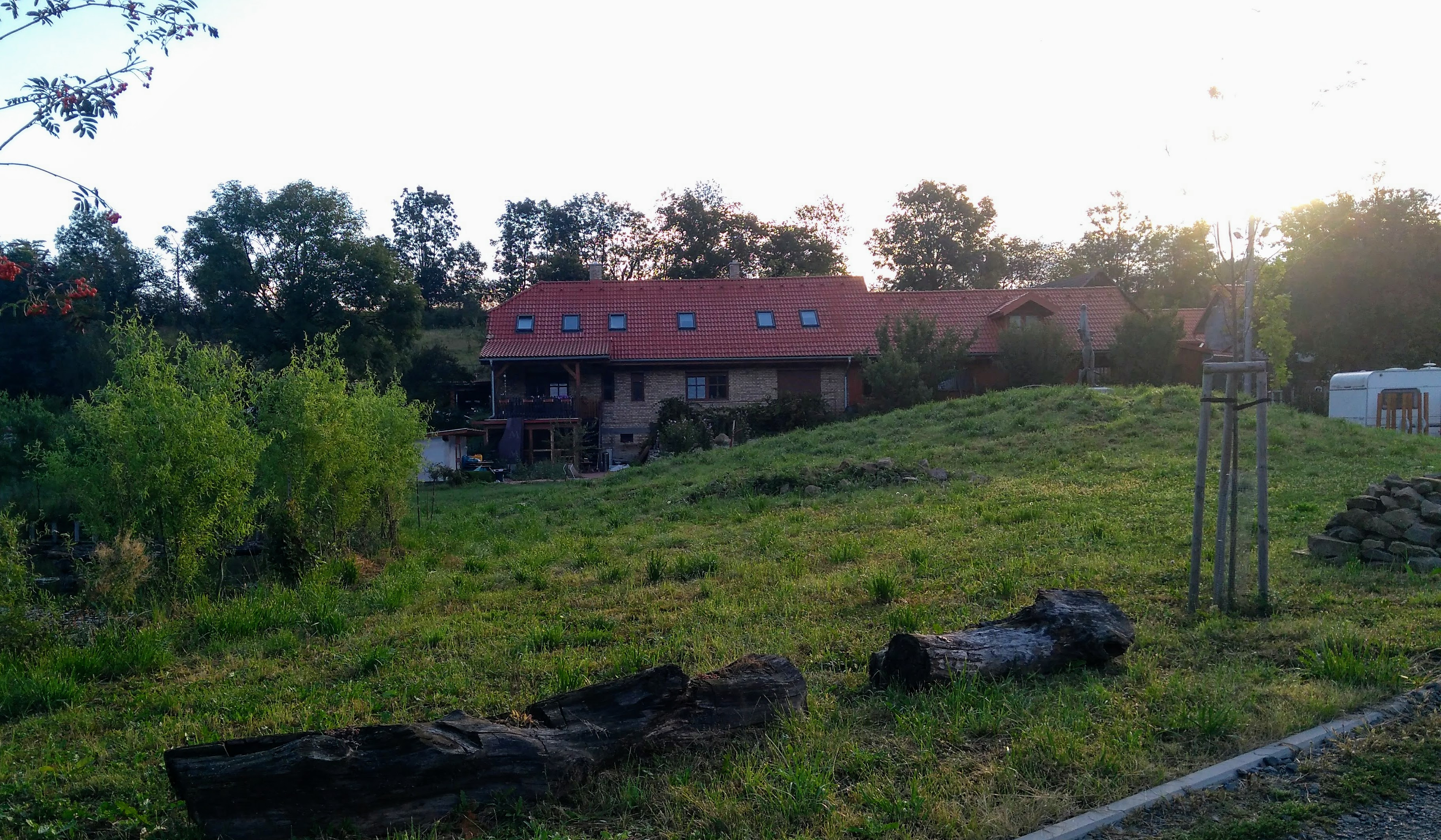
Bývalý mlýn Koláček u Lebedova
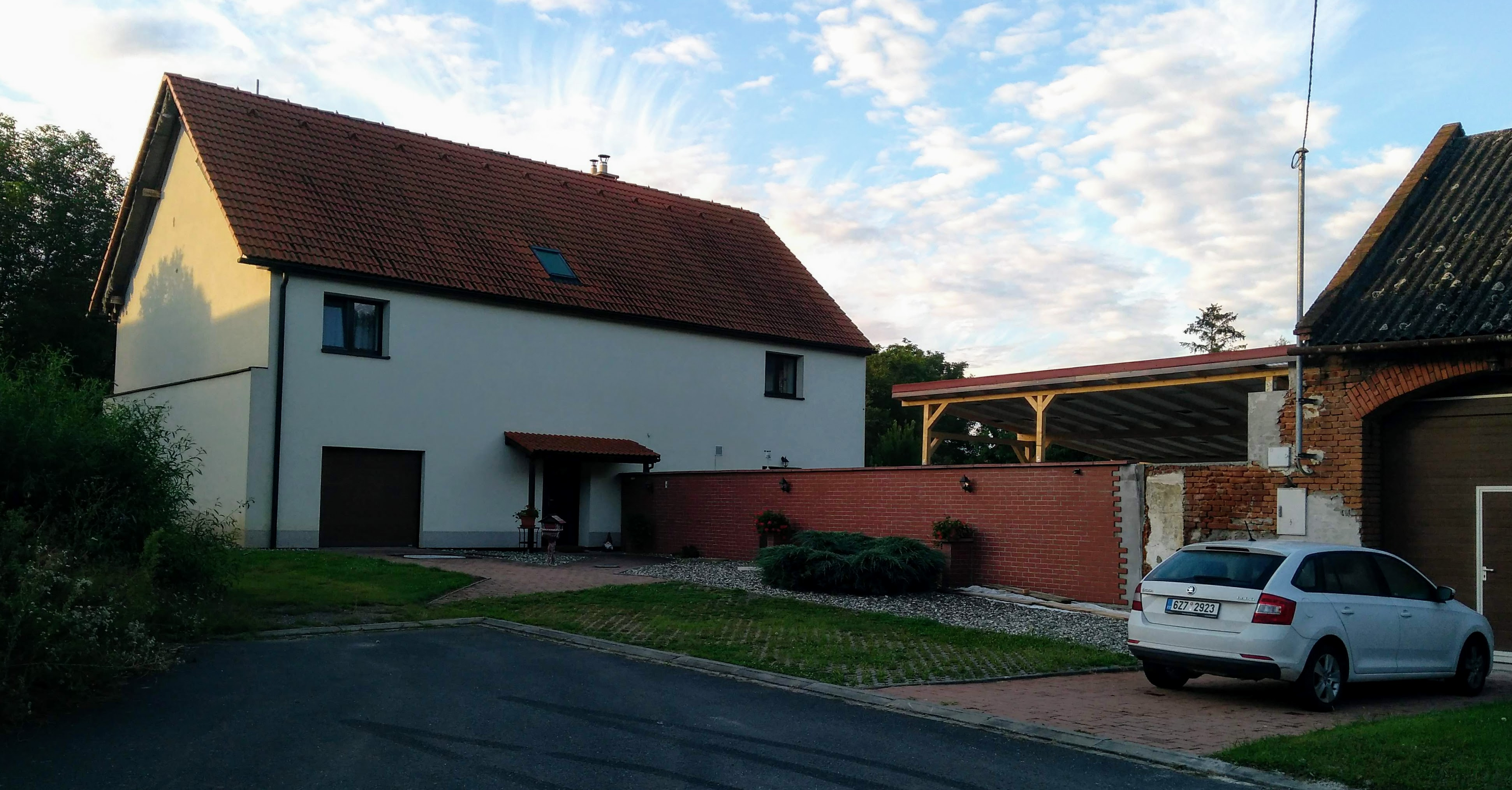
Bývalý mlýn v Těšánkách
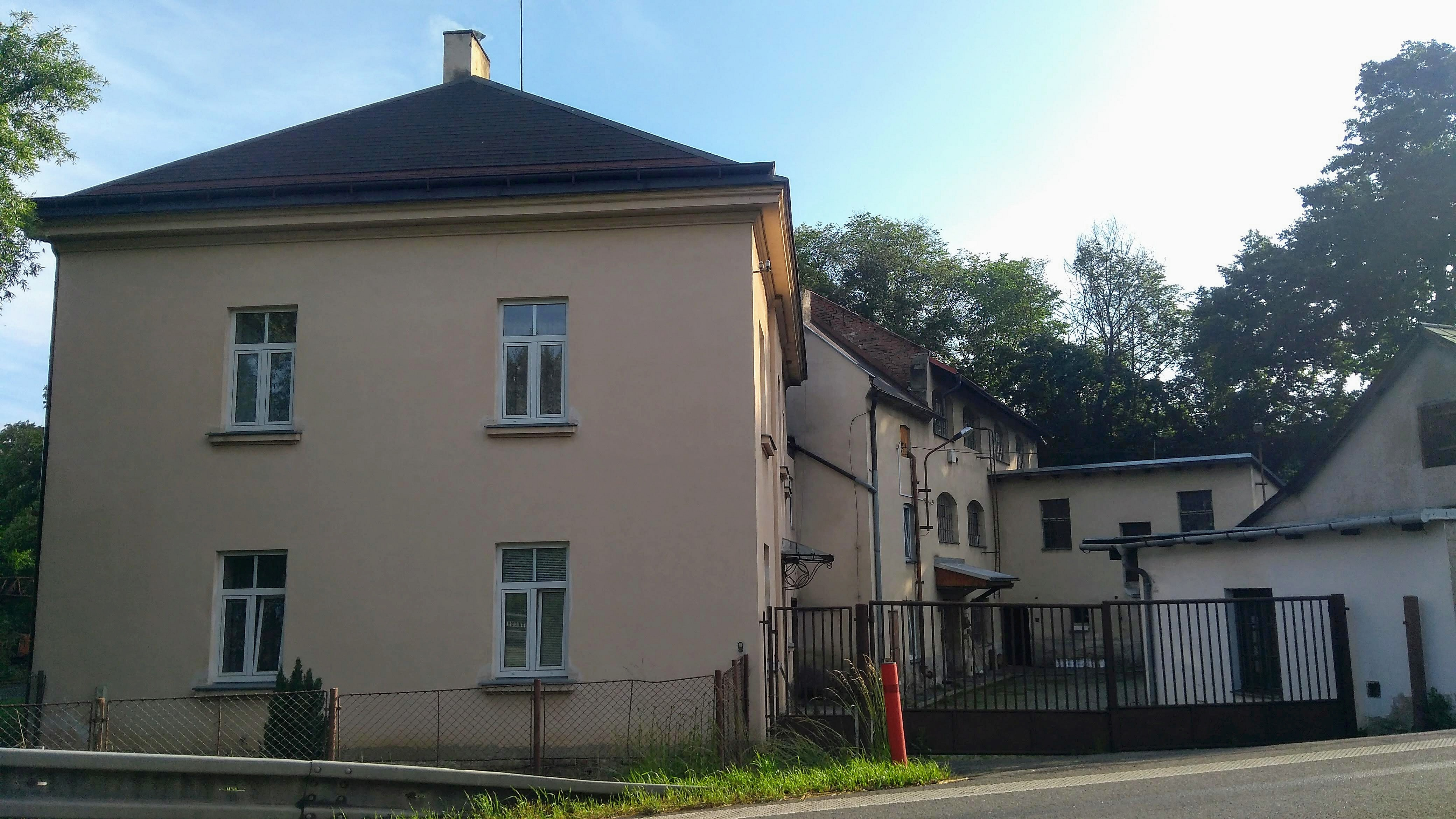
Bývalý mlýn s pilou v osadě Olšina ve Skržicích
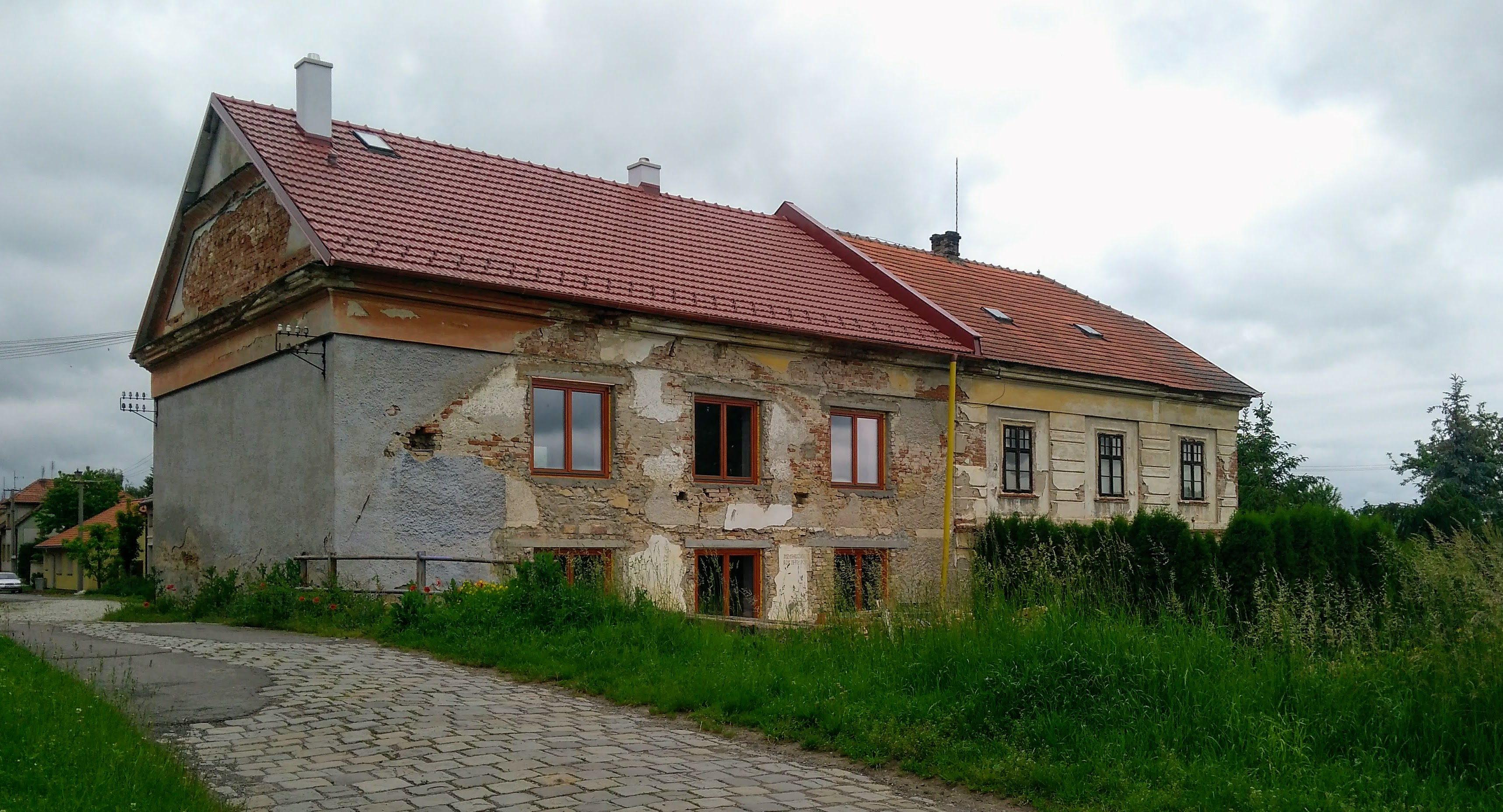
Bývalý mlýn s pilou v Šelešovicích
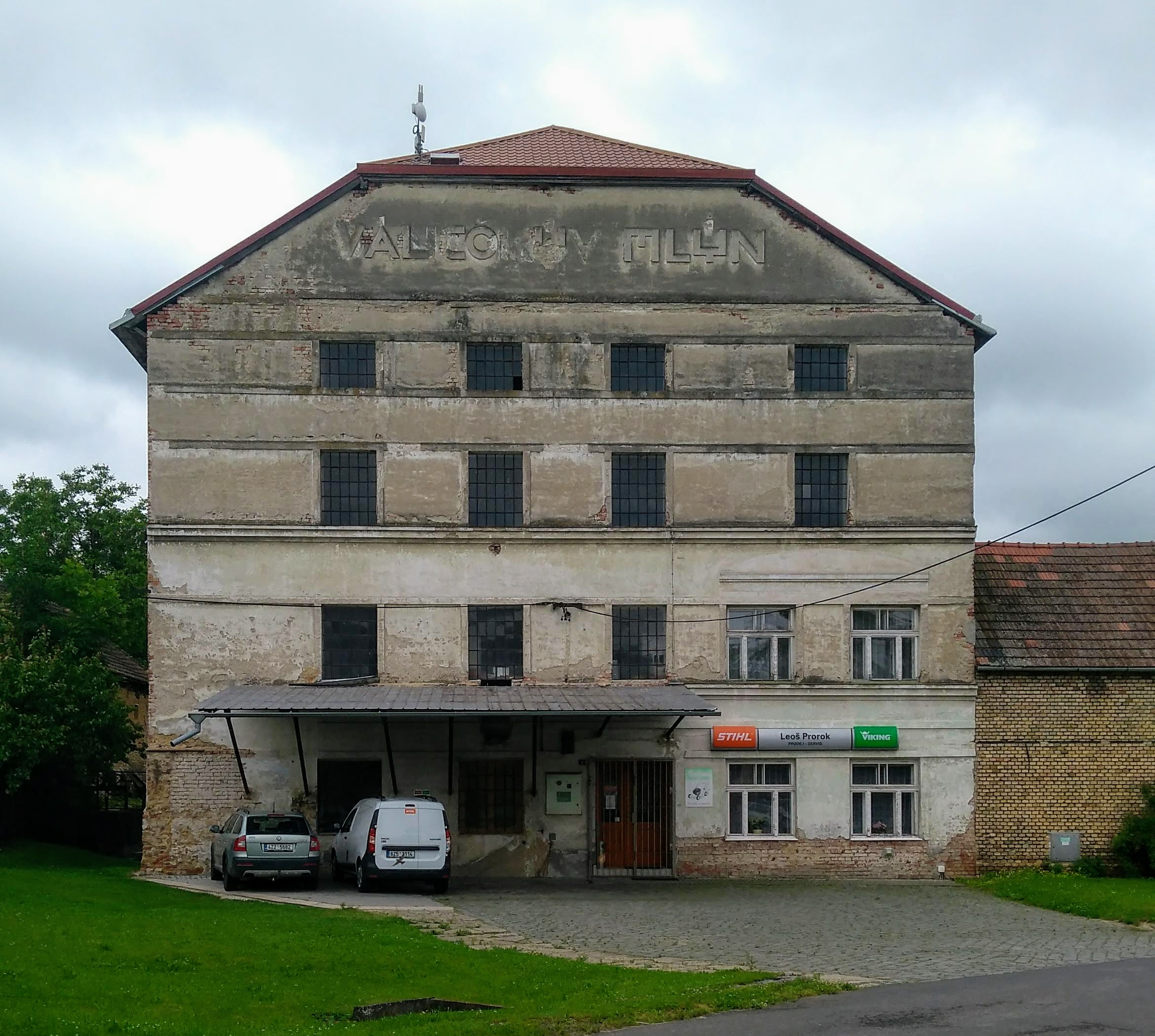
Bývalý válcový mlýn v Drahlově
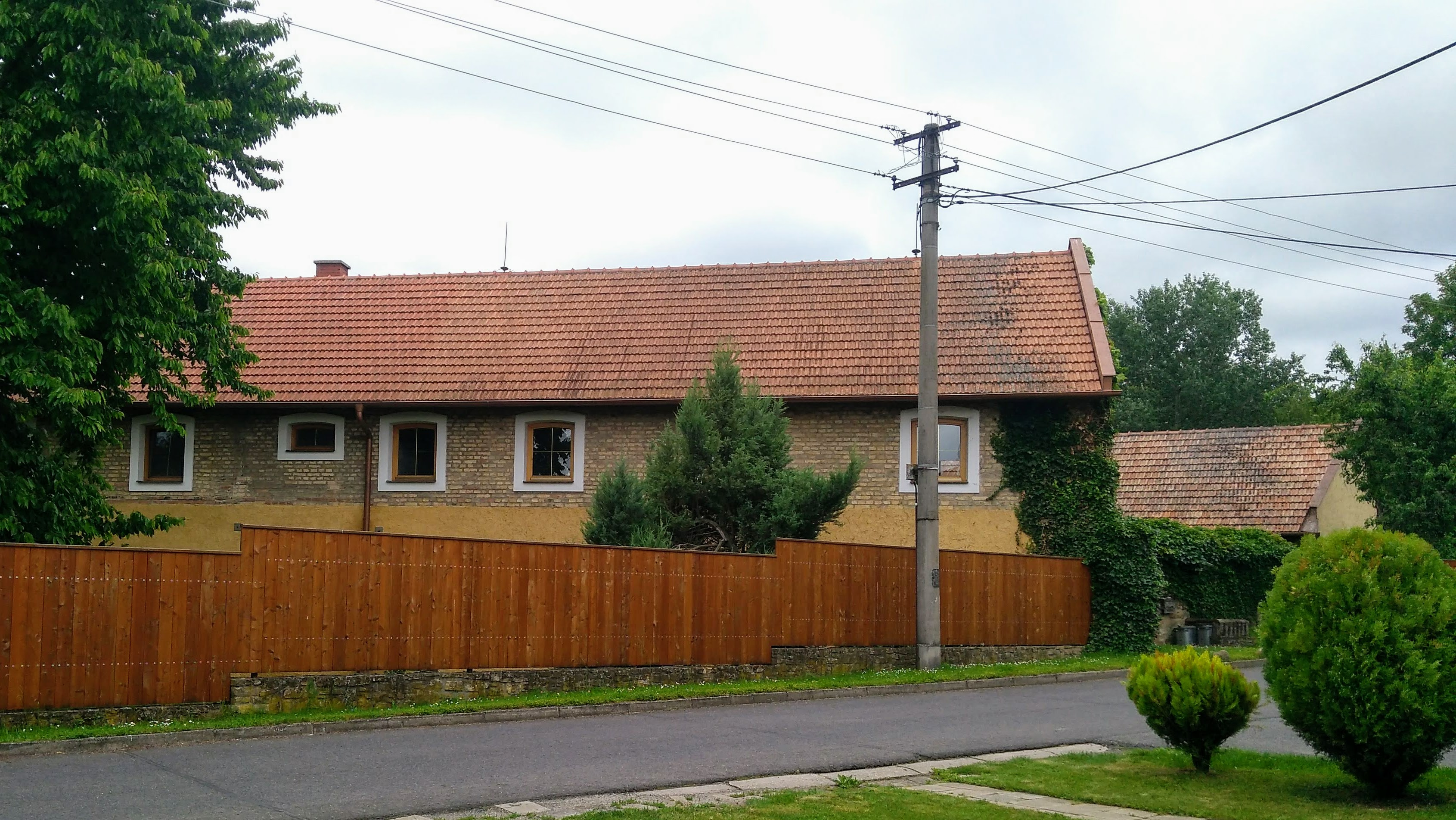
Bývalý mlýn v Jarohněvicích
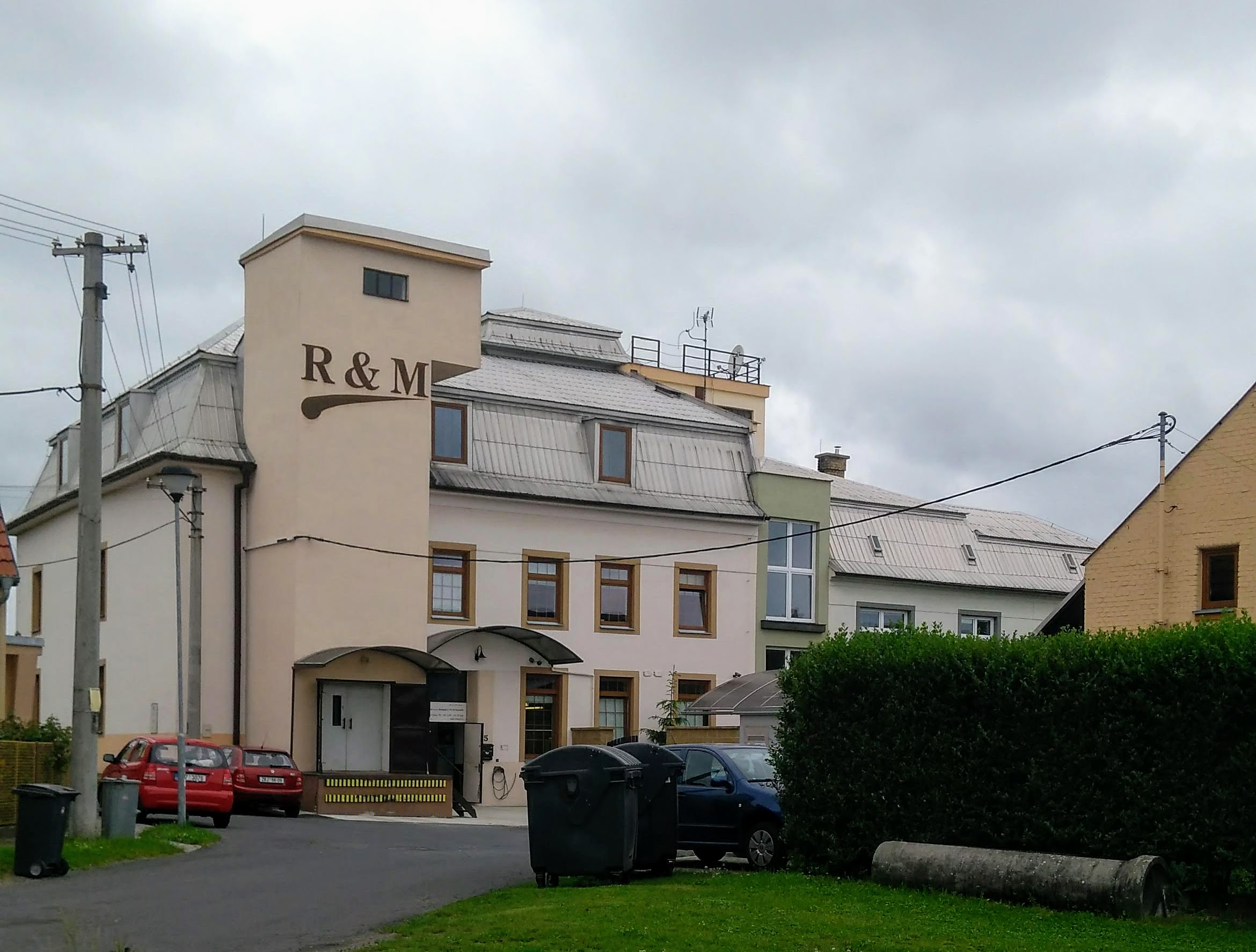
Bývalý mlýn v Kotojedech